# 아메리칸 고딕
《아메리칸 고딕》은 1930년 그랜트 우드가 그린 시카고 미술관의 컬렉션 회화이다. 우드는 아이오와주 엘던에 있는 미국 고딕 양식의 집을 보고 영감을 받아 "그런 집에 살만한 부류의 사람에 대한 환상"을 표현하였다. 그림 속 인물은 농부인 아버지와 딸이지만, 종종 부부로 오해한다. 건축 양식의 명칭을 그대로 그림의 제목으로 가져왔다.
그림 속 인물은 우드의 여동생인 난 우드 그레이엄과 남매의 치과 주치의이던 바이런 맥키비를 모델로 한 것이다. 그림 속 여성은 20세기 초반의 아메리카나 양식을 연상케 하는 식민지 시대 앞치마를 입고 있으며, 남자는 멜빵바지 작업복 위로 슈트 재킷을 입고 쇠스랑을 들고있다. 집 현관에 있는 식물은 미국에서 흔히 "시어미혀"(mother-in-law's tongue)로 불리는 산세비에리아 속의 식물 드라캐나 트리파시아타와 베고니아속의 혼합재배종 "비프스테이크"이다. 이 식물들은 우드가 1929년 그린 어머니의 초상화 《식물을 지닌 여인》에도 등장한다.
《아메리칸 고딕》은 20세기 미국 미술에서 가장 친숙한 이미지 가운데 하나이며 미국 대중문화에서 자주 패러디되곤 한다. 2016년에서 2017년까지 이 그림은 파리의 오랑주리 미술관과 런던의 왕립예술원에 전시되었다. 최초의 해외 전시였다.

## 제작

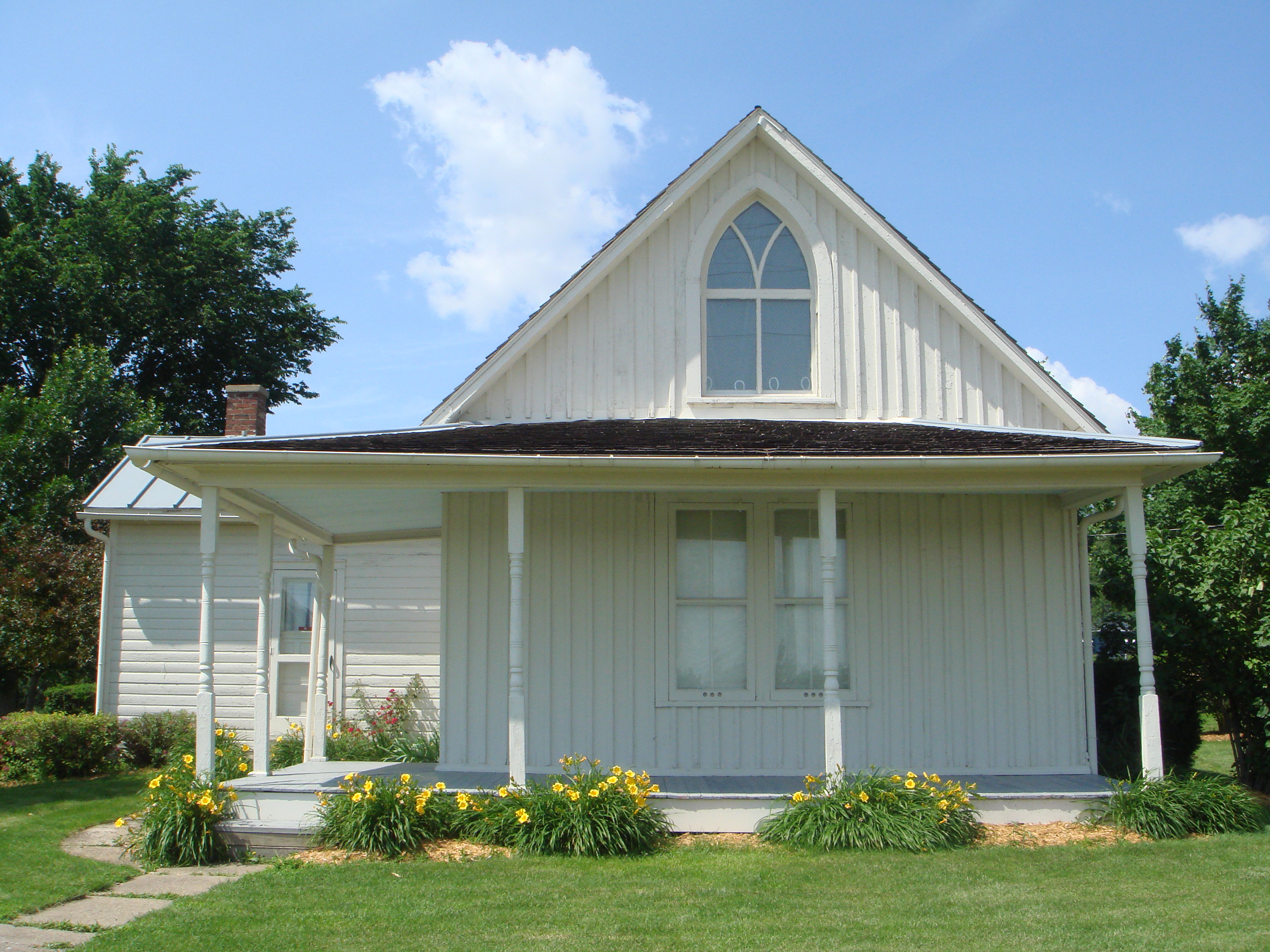
그림의 소재가 된 아이오와주 엘던의 디블 하우스.

그림의 모델 우드의 동생 낸 우드 그레이엄과 치과 의사 바이런 맥키비가 자신들이 등장하는 《아메리칸 고딕》 앞에서 포즈를 취하고 있다.

그랜트 우드는 미국에서 나고 자랐지만 미술 교육은 유럽에서 받았다. 1930년 8월 아이오와주 엘돈에 사는 존 샤프와 함께 드라이브를 하다 눈에 띄는 목조 가옥을 발견하였다. 디블 하우스로 불린 그 집은 아메리칸 고딕 양식으로 지어진 작은 흰색 건물이었다. 드라이브를 함께 했던 샤프의 동생은 1973년 인터뷰에서 우드가 봉투 뒷면에 집을 스케치 했다고 밝혔다. 우드의 전기 작가인 대럴 가루드는 우드가 "목조 프레임 가옥에 고딕 건축 양식을 빌린 창문이 달린 구조적 부조리"에 주목하였다고 썼다.
그때 우드는 이 집을 "아이오와 농장들에 있는 판자집"의 하나로 보았고 "그야말로 그려보고 싶은 것"이라고 여겼다. 드라이브를 마친 다음날 우드는 주택 소유자인 셀마 존스-존스턴 가족들로부터 허가를 얻어 그 집 앞마당에서 판지 위에 유화로 스케치를 하였다. 초벌 스케치에 그려진 집은 완성된 작품에 비해 지붕은 더 가파르고 고딕 창문의 둥근 머리 부분도 더 길어 장식성을 더하였지만 작업 과정에서 실제의 집에 가깝게 조정하였다.
우드는 "(내가) 그런 집에 살만한 부류의 사람들이라고 상상하는" 사람을 그려 넣기로 결정하였다. 그는 여동생 인 낸(1899 ~ 1990)에게 20세기 초 미국 시골에서 유행하던 아메리카나 풍의 의상을 입히고 식민지 시기 장식이 인쇄된 앞치마를 두르게 하여 모델로 삼았다. 그림 속 아버지를 위한 모델은 우드 가족의 치과 의사였던 시더레피즈의 바이런 맥키비(1867-1950)에게 청했다. 이 둘의 관계는 부부가 아니라 부녀로 설정했는데 우드 스스로가 1941년 넬리 서더스에게 보낸 편지에서 "그와 함께 있는 이는 그의 다 자란 딸입니다"라고 밝혔다.
그림은 고딕 건축이 보여주는 수직성을 강조한다. 세 갈래진 쇠스랑은 남자가 입고 있는 멜빵바지, 고딕 창문, 그리고 길쭉한 얼굴을 반영한다. 원래 우드는 첫 스캐치에 인물을 그려넣진 않았지만 시더레피즈에 있던 화실로 돌아와 인물을 추가하기로 마음 먹었다. 그는 그림을 완성하기 위해 집의 사진을 보내달라고 했지만 다시 그 집을 방문하지는 않았다.

## 작업과 해석
우드는 시카고 미술관이 주최하는 대회에 참여하였다. 심사위원의 한 사람은 이 대회를 "만화 발렌타인" 쯤으로 여겼지만, 박물관의 한 후원자는 심사위원단에게 상으로 청동 메달과 300 달러의 상금을 걸자고 설득하였다. 이 후원자는 미술관이 대회에 출품된 그림을 구매하도록 설득하였고 그 결과 당시 작품들은 시카고 미술관 컬렉션으로 남게 되었다. 대회에서 수상한 뒤 이 그림은 곧 《시카고 이브닝 포스트》에 게재되었고 이어서 뉴욕, 보스턴, 캔자스 시티, 인디애나 폴리스의 신문에도 실리기 시작했다. 그러나 정작 화가가 살던 시더레피즈의 지역 잡지 《가제트》에 실리자 반발이 있었다. 아이오와의 청교도들은 그림에 묘사된 아버지의 이미지가 "고집쟁이에 편협한 청교도 성서주의자"로 해석되자 분노를 표했다. 우드는 자신이 그린 것이 우스꽝스러운 캐리커처가 아니라 자신이 "아이오와의 진가를 평가 받기 위해 프랑스로 가야 했던" 평론에 대한 묘사라고 해명했다. 우드는 1941년 편지에서 “일반적으로 그림에 항의를 보냈던 사람들은 스스로가 그림의 묘사가 자신과 비슷하다고 생각하는 사람들이었다”고 말했다
미국의 미술사학자 완다 M. 콘은 우드가 자기 가족의 옛 사진 앨범을 참고하여 인물을 그렸으며 당대의 부부를 표현한 것이 아니라는 점을 지적하고 있다. 우드는 심지어 인물이 과거의 어느 시점에 살던 사람들이라는 느낌이 들도록 제1차 세계대전 이전에 사용된 노출이 긴 사진 촬영에 흔히 보이는 포즈를 취하도록 그렸다.
거트루드 스타인과 크리스토퍼 몰리와 같이 비평가들은 이 그림이 시골 작은 마을의 생활에 대한 풍자라는 호의적인 비평을 내놨다. 이들은 우드의 이 그림을 당시 부상중이던 셔우드 앤더슨의 1919년 소설 《와인스버그 오하이오》, 싱클레어 루이스의 1920년 《메인 스트리트》, 칼 반 베치튼의 1924년 《문신 백작》과 같은 계열의 미국 농촌에 대한 풍자로 해석하였다.
그러나 《아메리칸 고딕》이 만들어진 지 얼마되지 않아 대공황이 시작되자 그림은 확고한 미국 개척자 정신을 묘사한 것으로 해석되기 시작하였다. 우드는 파리에서 보헤미아인 청년들과 발표회를 가지면서 스스로를 동부연안의 주류에서 벗어난 이단아로 평가되던 존 스유어트 커리나 토머스 하트 벤턴과 같이 중서부의 대중 미술 화가로 소개하면서 이 그림에 대한 새로운 해석에 힘들 보탰다. 우드는 이 시기 "내가 가진 모든 좋은 아이디어는 내가 소젖을 짜는 동안 나왔다"고 말했다.
2005년 미술사학자 수 테일러는 그 동안 알려진 것과 달리 그림 속 인물이 우드의 부모를 모델로 한 것일 수 있다고 제안했다. 10세 무렵 아버지가 세상을 떠난 우드가 일종의 오이디푸스 컴플레스 속에서 무의식적으로 두 인물의 사이를 부부로 설정하였기에 아무리 화가 스스로가 "아버지와 딸"이라고 설명하여도 사람들이 이 둘을 부부로 오해하는 것 아니냐는 주장이다. 테일러는 그림 속 여성이 이전에 우드가 작업했던 어머니가 착용한 브러치와 비슷한 것을 달고 있다는 점도 지적한다.
2010년, 휘튼 칼리지의 미술사학자 트립 에반스는 《아메리칸 고딕》을 "고풍스러운 애도의 초상"으로 해석했다. 빅토리아 시대의 관습처럼 정오에 쳐진 이층 창문의 커튼과 울음을 참는 듯한 여성의 표정을 보면 옆에 있는 남성을 애도하고 있다는 것이다. 어린 시절 겪은 아버지의 죽음은 아무래도 평생 영향을 주었을 것이라는 해석이다. 덧붙여 우드는 영구차를 주차하는 차고에서 생활한 적도 있기에 죽음에 대한 생각이 남달랐을 수 있다고 주장한다.
2019년 문화 작가인 겔리 그로비어는 이 그림을 로마 신화의 명계신 플루톤과 그의 프로세르피나에 대한 초상화로 해석했다.

## 패러디와 인용
1942년 고던 파크스는 대공황기에 대한 풍자를 위해 워싱턴 DC에서 청소부 인 엘라 왓슨을 촬영하면서 《아메리칸 고딕》이 연상되도록 패러디하였다.
《아메리칸 고딕》은 자주 패러디로 이용되는 이미지이다. 브로드웨이 연극 《더 뮤직 맨》이나, 《록키 호러 픽쳐 쇼》와 같은 영화를 비롯하여 각종 광고나 심지어 포르노에서도 패러디 된다.

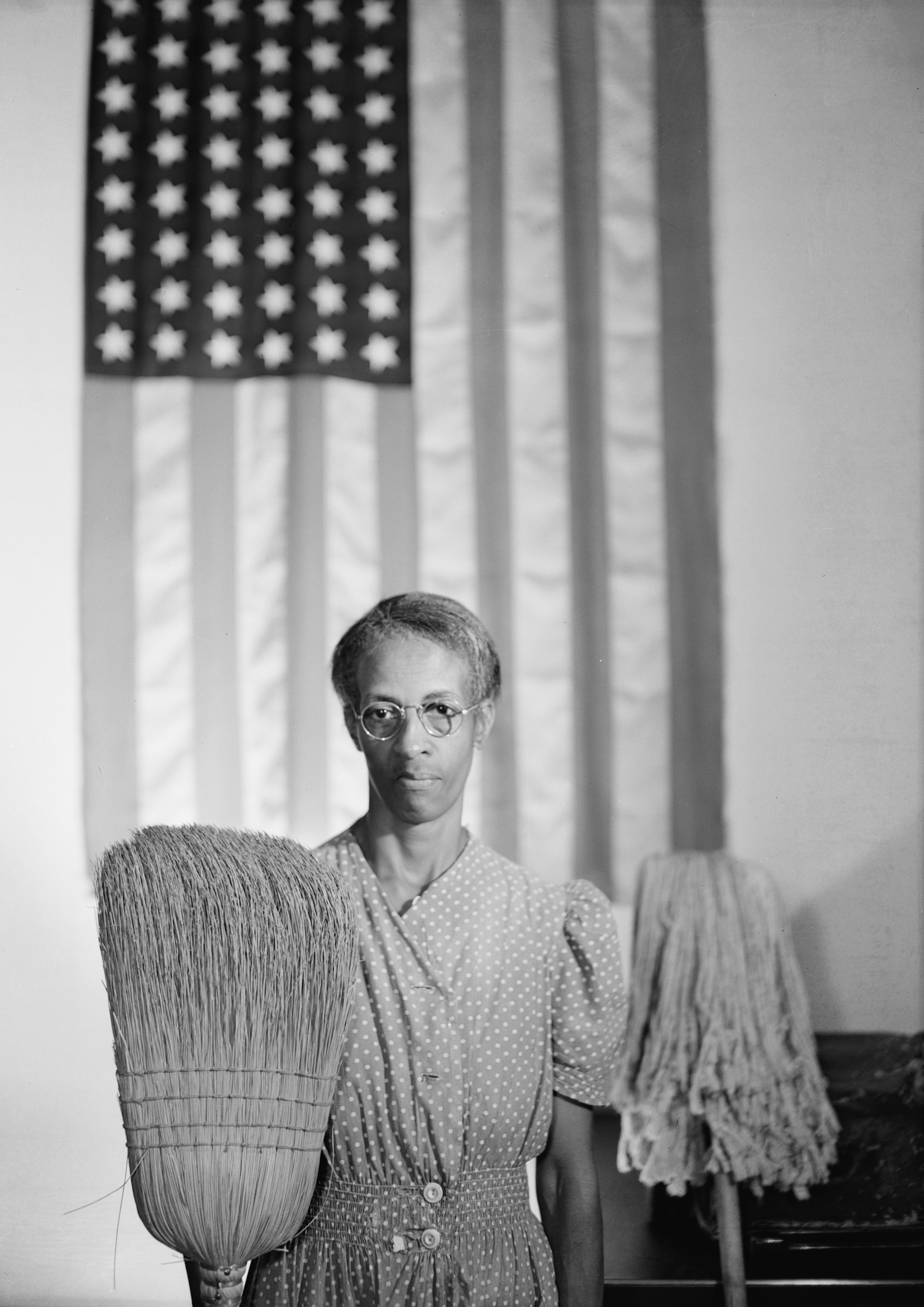
1942년 워싱턴 DC의 아메리칸 고딕. 고던 파크스
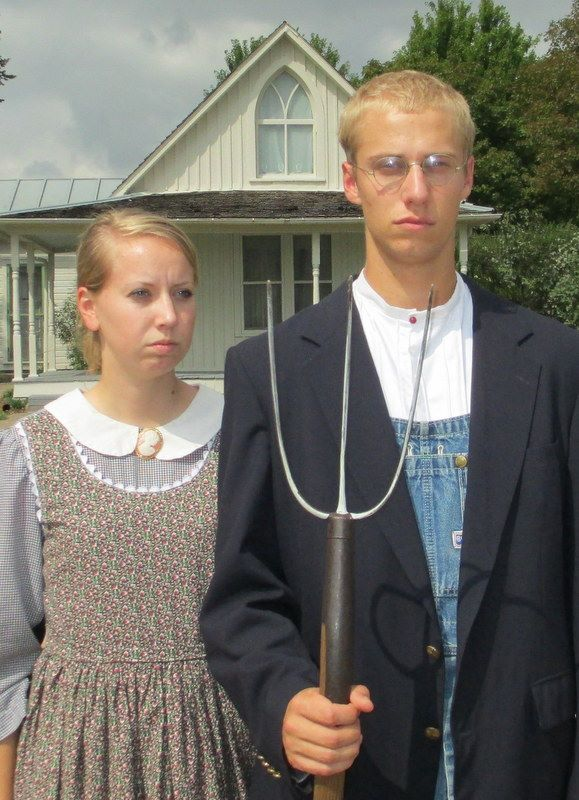
아이오와주 엘던의 집에서 아메리칸 고딕을 따라하는 관광객

## 같이 보기
- 프로테스탄트 윤리
- 남부 고딕물

### 참고 문헌
- Garwood, Darrell (1944). 《Artist in Iowa: A Life of Grant Wood》. New York: W. W. Norton & Company. OCLC 518305.
- Hoving, Thomas (2005). 《American Gothic: The Biography of Grant Wood's American Masterpiece》. New York: Chamberlain Bros. ISBN 978-1-59609-148-1.
- Girod, André (2014). 《American Gothic: une mosaïque de personnalités américaines》 (프랑스어). Paris: L'Harmattan. ISBN 978-2-343-04037-0.